# 아웃핏 (1973년 영화)
《아웃핏》(영어: The Outfit)은 미국에서 제작된 존 플린 감독의 1973년 네오누아르 범죄 스릴러 드라마 영화이다. 로버트 듀발 등이 출연하였고, 카터 디헤이븐 등이 제작에 참여하였다.

## 출연진
- 로버트 듀발
- 캐런 블랙
- 조 돈 베이커
- 로버트 라이언
- 티머시 케리
- 리처드 제이컬
- 빌 매키니
- 셔리 노스
- 톰 리스
- 펄리스 올랜디
- 마리 윈저
- 제인 그리어
- 헨리 존스
- 조애나 캐시디
- 엘리샤 쿡 주니어